# De Paauw (molen)
Molen De Paauw is een voormalige windmolen in Nauerna, gemeente Zaanstad. De oorspronkelijke molen werd in 1669 gebouwd als oliemolen met een dubbel slagwerk. De Paauw was een typisch Zaanse stellingmolen, geheel opgetrokken in hout. De molenschuur waarop de molen zich bevond, diende deels als molenaarswoning.
Omstreeks 1896 werd de molen afgebroken. De molenschuur is als woning blijven bestaan. Toen de laatste bewoner ervan omstreeks 2007 overleed, ontstond het plan de schuur, inmiddels een gemeentelijk monument, te completeren tot een werkende molen. In 2015 werd een eerste aanzet daartoe gemaakt met het overbrengen van de romp van molen De Haen, oorspronkelijk gebouwd in Benningbroek, naar Nauerna. De Stichting Zaanse Pakhuizen, eigenaar van de molenschuur, heeft het achtkant aangekocht. Dit achtkant had jarenlang bij Abbekerk gestaan in afwachting van hergebruik.
Omdat bij bouwkundig onderzoek geen bruikbare sporen meer werden aangetroffen van de oorspronkelijke oliemolen en omdat het achtkant te klein is om een dubbel slagwerk te kunnen laten werken, werd besloten De Paauw te herbouwen als hennepklopper. Oorspronkelijk stonden in de omgeving diverse hennepkloppers, waarvan geen enkele is behouden. Voor de bouw van de molen is gebruik gemaakt van de tekeningen uit het Groot volkomen moolenboek.
Het oudhollandse gevlucht is 20 m lang. De gelaste roeden zijn in 2016 gemaakt door de firma Straathof uit Hillegom. De binnenroede heeft nummer 297 en de buitenroede 298.
De 4,80 m lange bovenas is in 2009 gegoten door de ijzergieterij Gereadts en heeft nummer 14.
De molen heeft een neutenkruiwerk. Het kruien gebeurt met behulp van een kruiwiel.
De molen heeft voor het vangen een stutvang met duim, die bediend wordt met een wipstok.
De molen heeft negen stampers, die aangedreven worden door een wentelas.

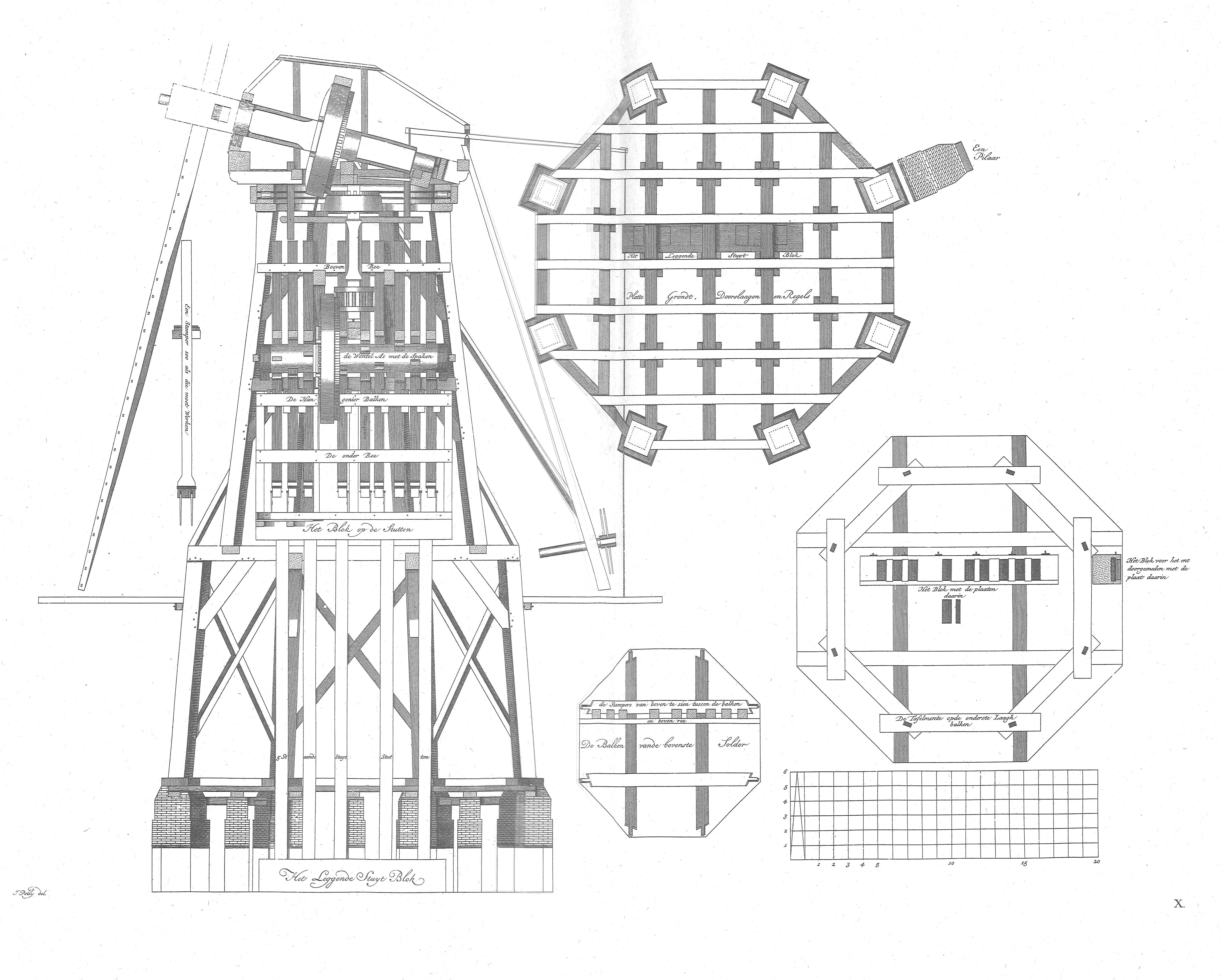
Tekeningen uit het Groot volkomen moolenboek
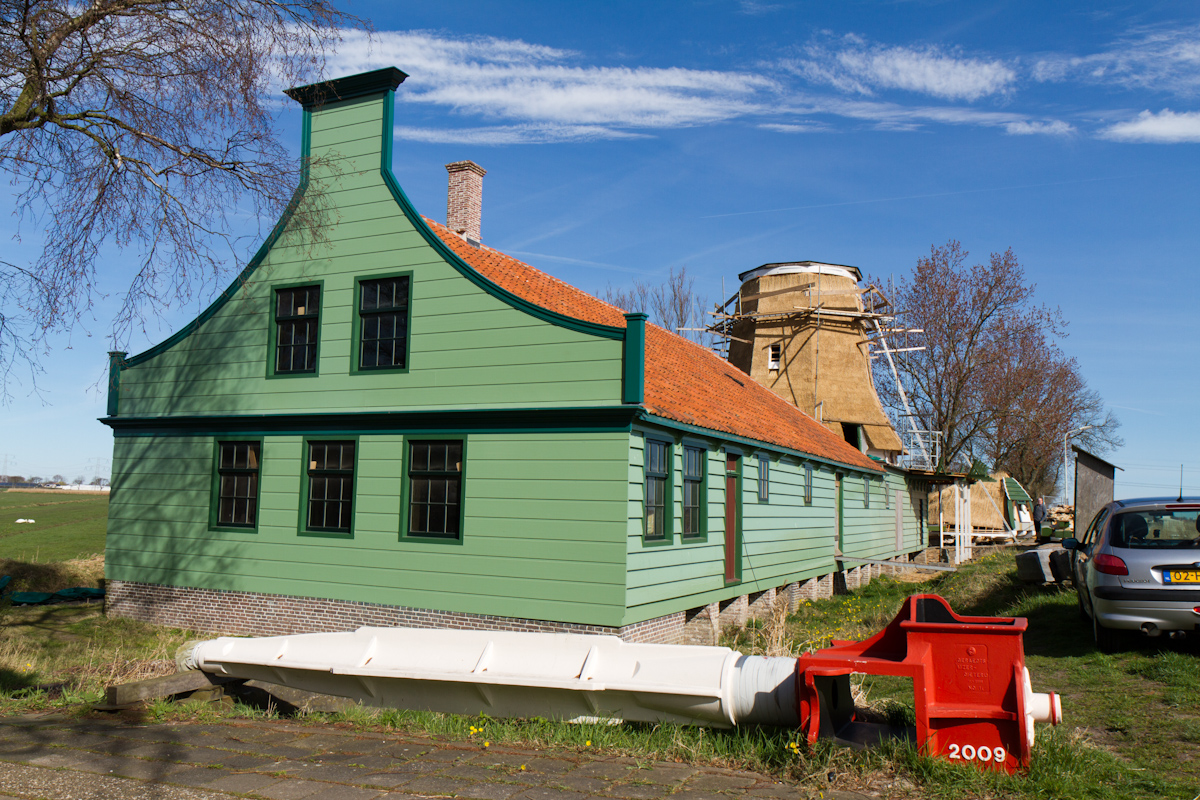
Molen De Paauw in restauratie, voorjaar 2017
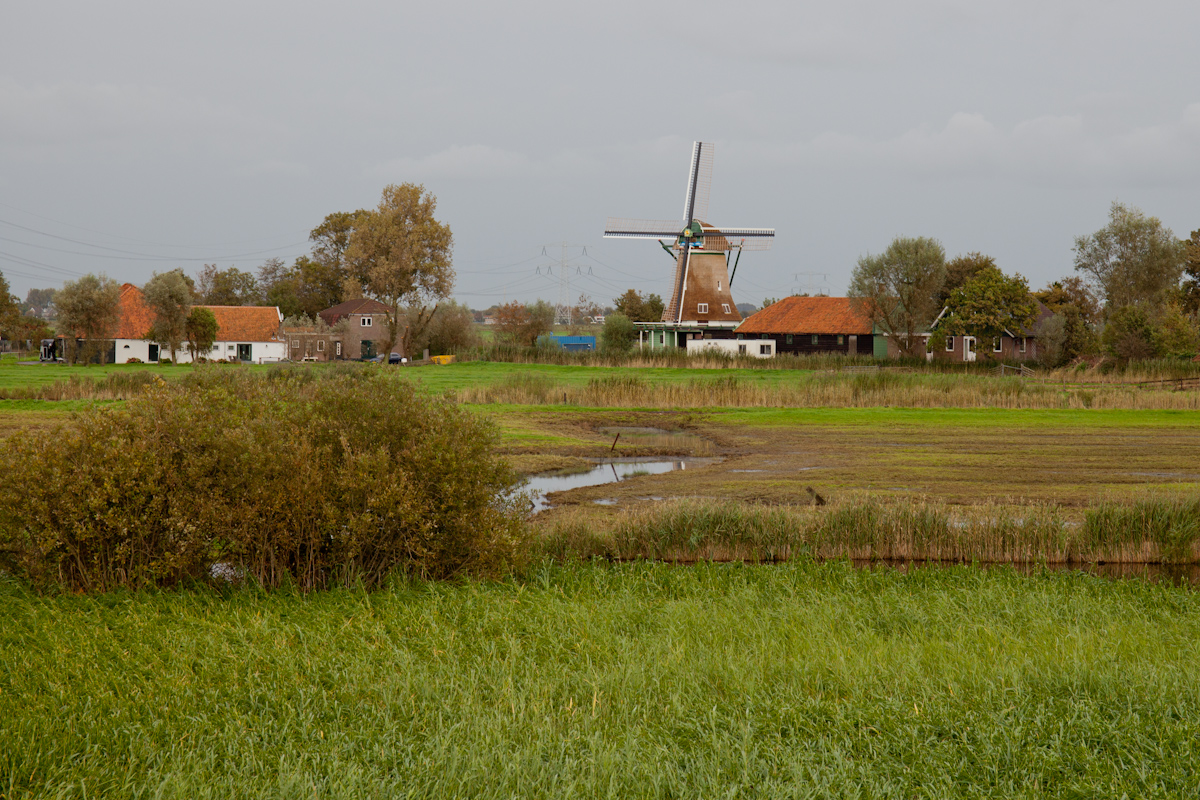
Molen de Paauw in restauratie, najaar 2017
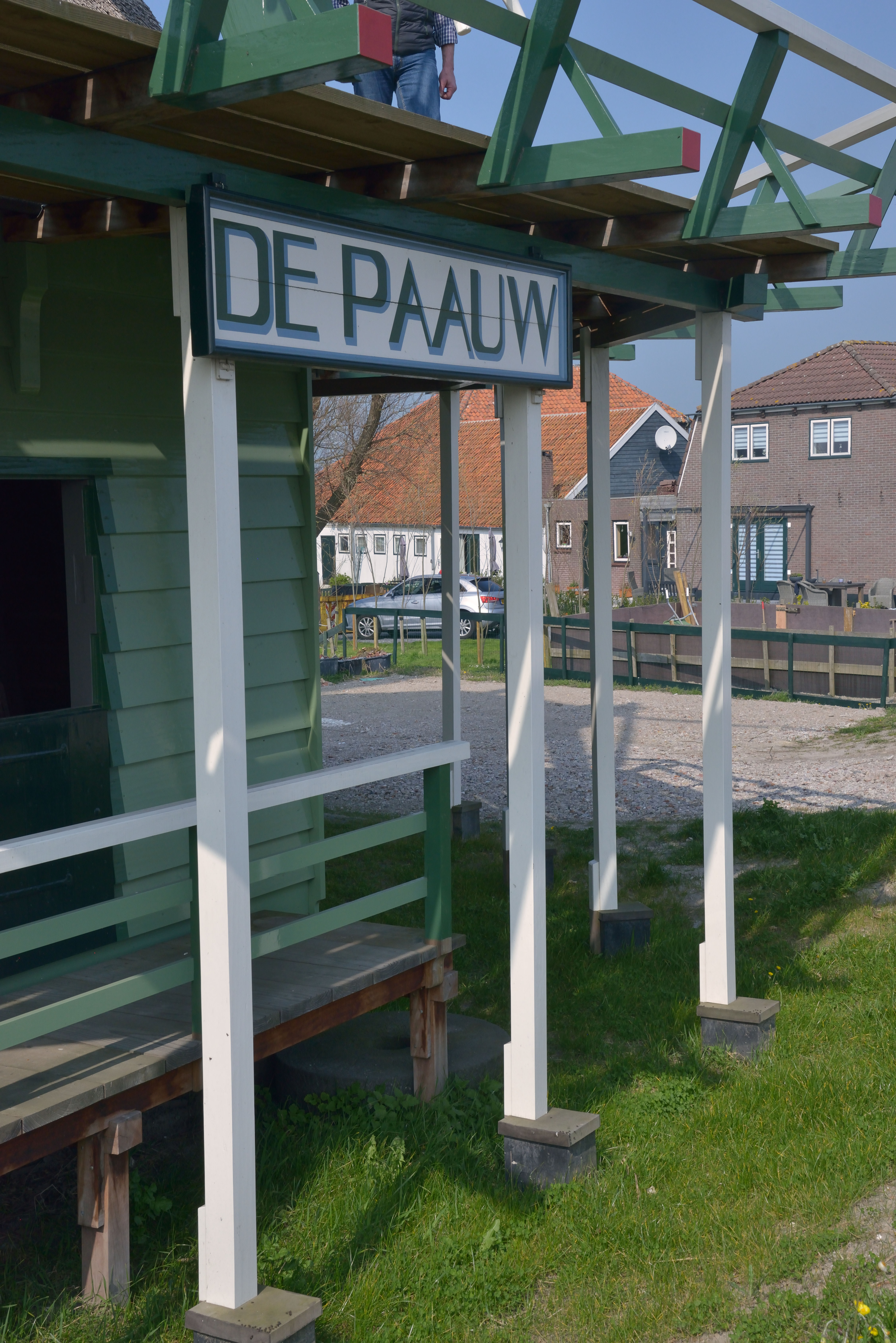
Naambord
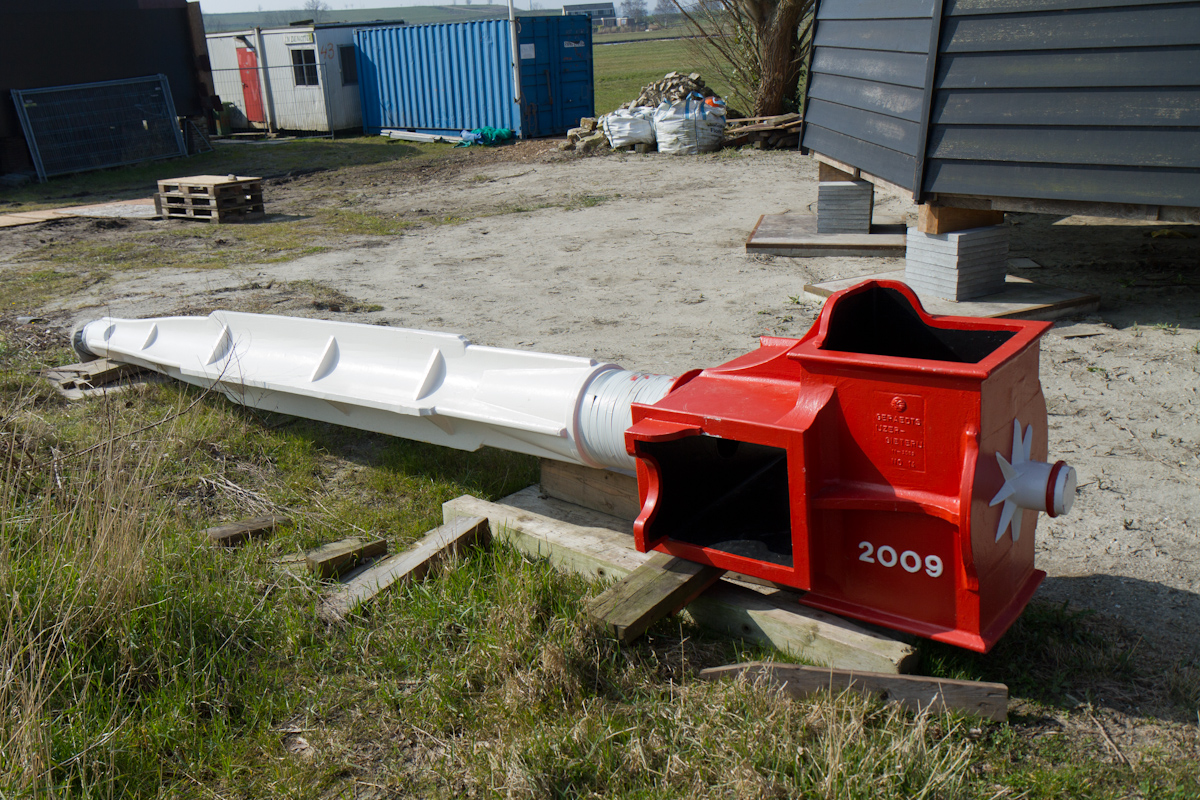
Bovenas
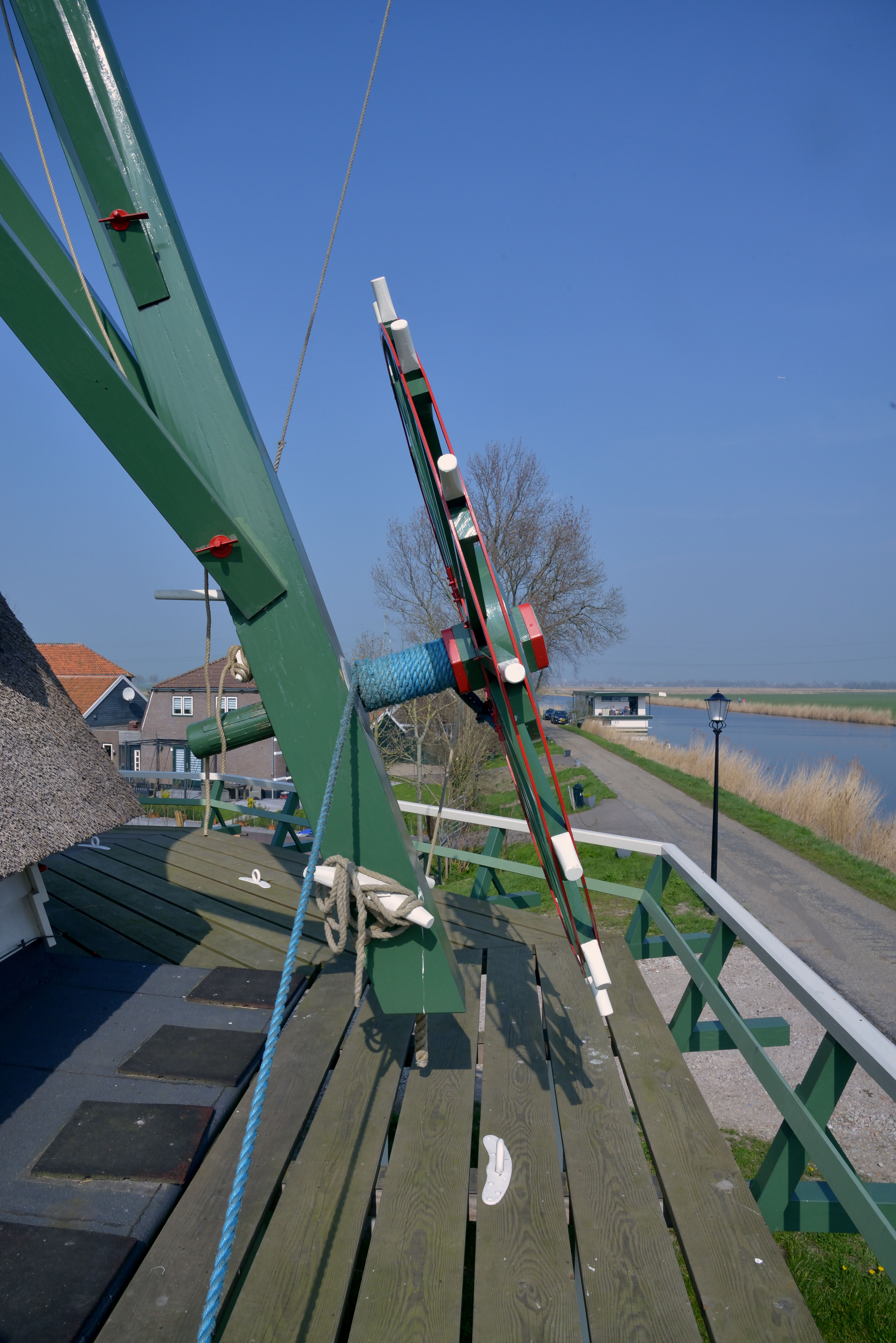
Kruiwiel
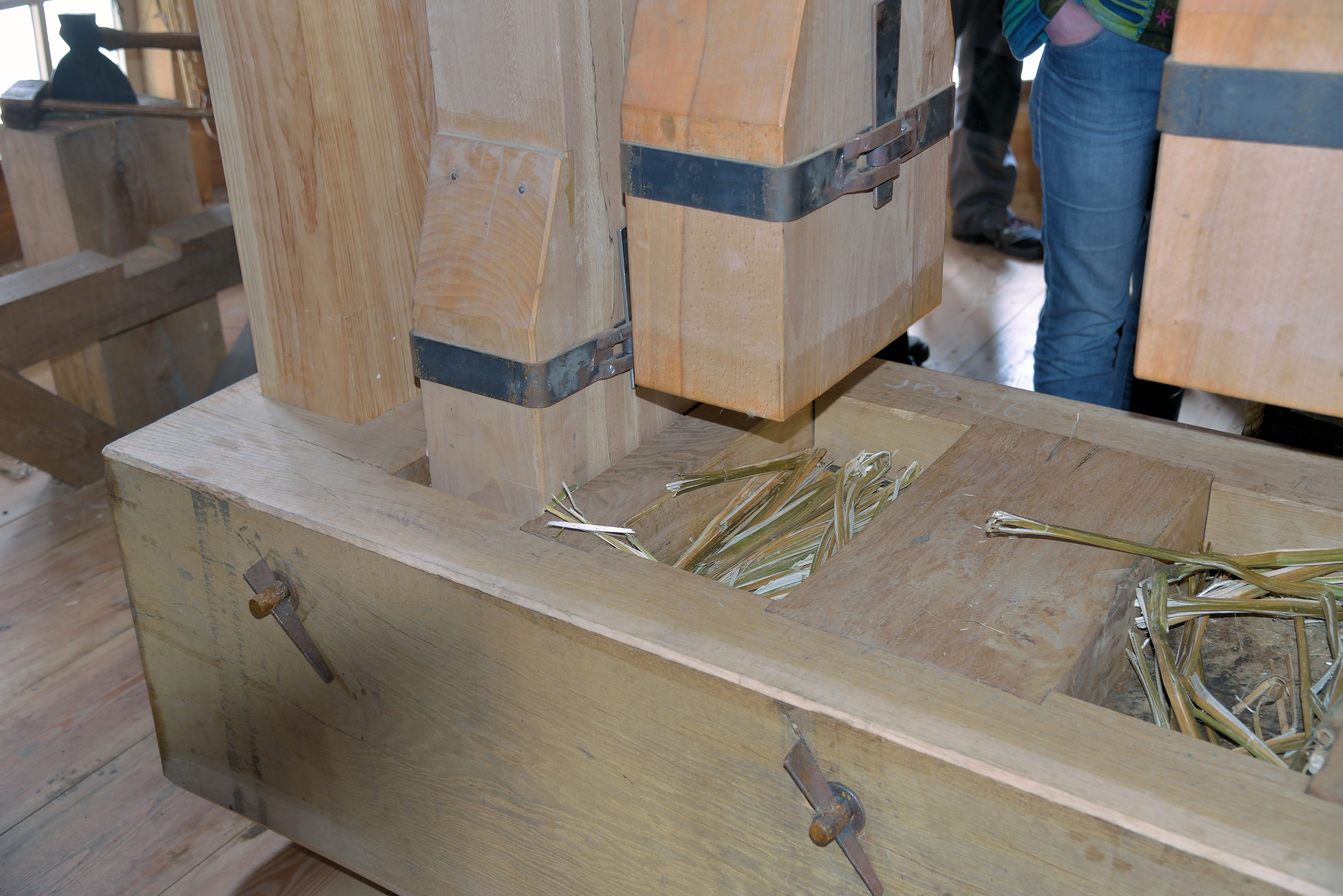
Stampers
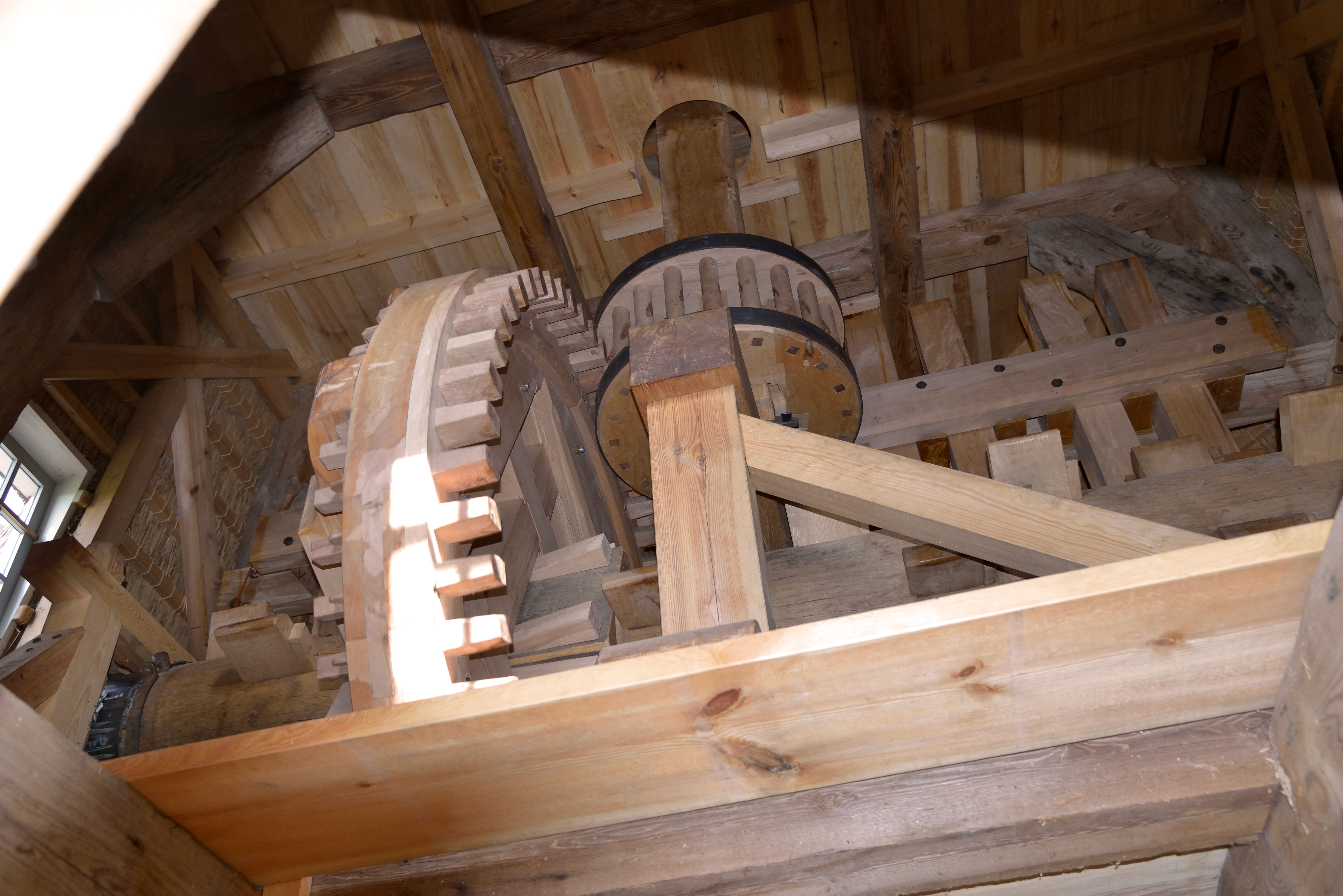
Wentelaswiel met onderschijfloop